# Commanderij van Zaamslag

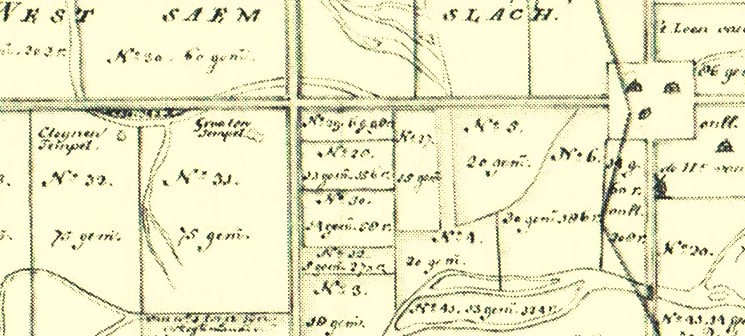
Kaart van Hattinga uit 1776: links staan de Commanderij en het bijbehorende hospitaal ingetekend als Grote en Kleine Tempel

De Commanderij van Zaamslag, ook wel Tempel van Zaamslag of Tempelhof genoemd, was een commanderij van de Orde van de Tempeliers bij het Zeeuws-Vlaamse Zaamslag. Het terrein  van de Tempelhof is een belangrijke archeologische site.

## Ontstaan
De Tempelhof zal ontstaan zijn rond de dertiende eeuw, maar datering van bakstenen wijst op een oorsprong in de tweede helft van de twaalfde eeuw. Over de Tempelhof van Zaamslag is niet veel bekend. De commanderij moet vrij groot geweest zijn, zo blijkt uit historische bronnen. Een groep archeologen en historici proberen vanaf 2008 meer inzicht te verkrijgen in dit complex. Op kaarten van voor de inundatie van het Domein Zaamslag is de Tempelhof aangegeven. In 1282 werden de tempeliers begiftigd met landerijen door Gerard van Maelstede. In 1288 kregen ze nog een schenking.

## Beschrijving

Tempelierskruis

De Tempelhof was volgens overlopers ruim 11 gemeten groot, voor toen erg veel. Meestal was een commanderij vierkant tot rechthoekig, omgeven door een aarden wal en een gracht. Het hoofdgebouw had waarschijnlijk twee verdiepingen. Zoals meer commanderijen had ook de Tempel van Zaamslag een kapel. Onder het hoofdgebouw zouden kelders gezeten hebben, die in de negentiende eeuw werden ontdekt. Vroeger was nog duidelijk een bult in het landschap te zien, nu nog slechts een vage vorm. Vlak bij de Tempel stond het Hospitaal van Zaamslag, dat pas vanaf 1310 voorkomt in bronnen. Daarvoor was het hospitaal wellicht de leprozerie van de commanderij, ongeveer 100 meter verderop. Dit zou ook de verklaring kunnen zijn van wat in de volksmond 'de grote en de kleine Tempel' wordt genoemd.

## Na de tempeliers

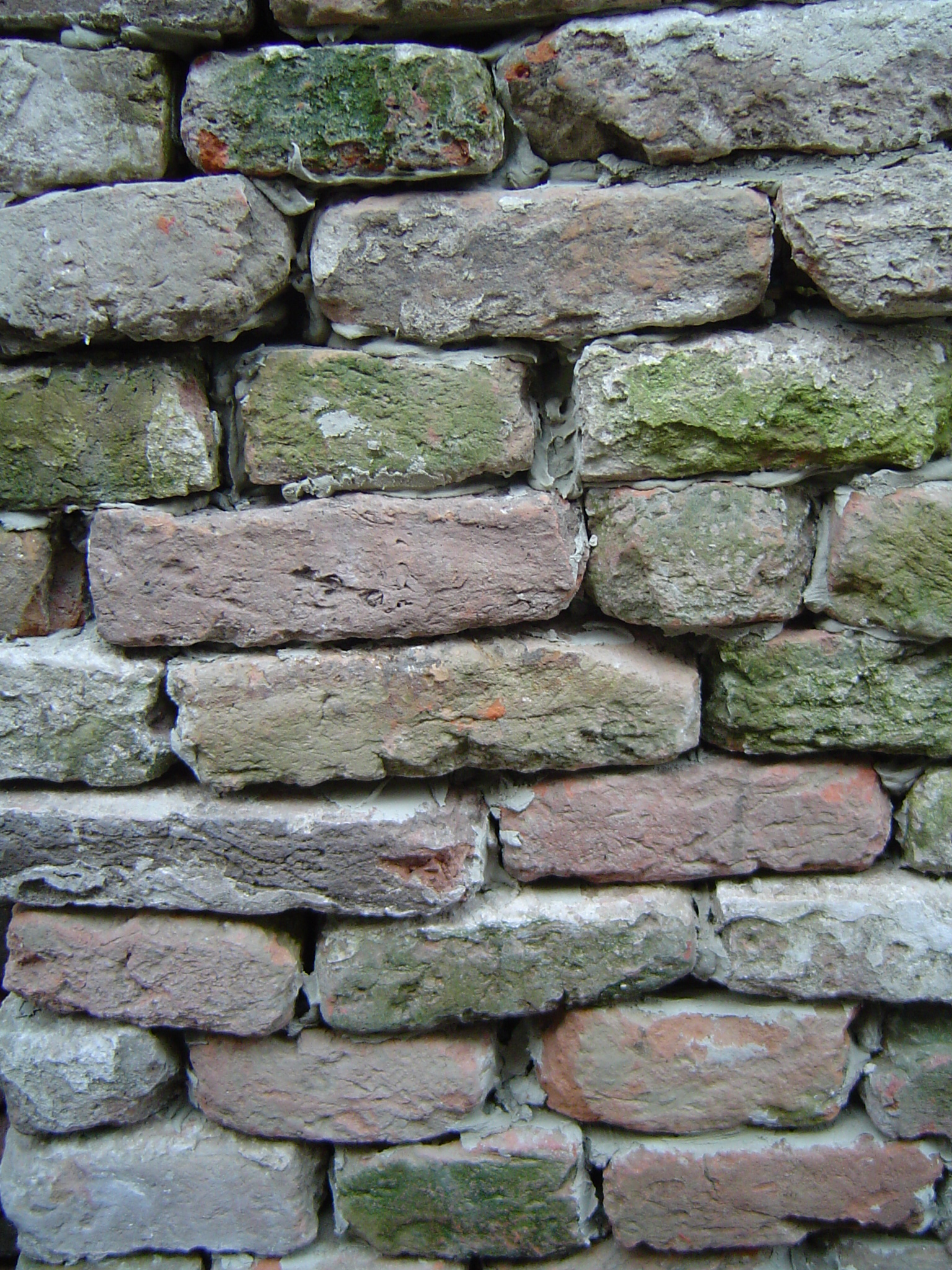
Hergebruikte kloostermoppen van de Tempelhof

Toen de Tempelorde in 1312 door Paus Clemens V werd afgeschaft, betrokken de Johannieters het complex. In het hospitaal woonden en werkten vanaf ongeveer 1523 de 'zusters van Zaamslag', zusters van de Derde Orde van St. Franciscus. Catharina van Hollebeke had met haar eigen geld het hospitaal vanaf 1523 laten opknappen.
De johannieters, ofwel hospitaalridders, bezaten de Tempelhof tot in de veertiende eeuw. Daarna werd het complex gebruikt als vesting. In 1586 verdween het hele complex in zee, door de inundaties tijdens de Tachtigjarige Oorlog.
Na de drooglegging van de Zaamslagpolders rond 1650 waren de resten van de Tempelhof nog goed te zien. Zo spreekt Van der Baan, een schoolmeester uit de negentiende eeuw, over een verhoging in het landschap, fundamenten en palen waarop de brug gelegen had. Het Aardrijkskundig Woordenboek der Nederlanden van A.J. van der Aa (1851) vermeldt:
Een stuk lands, hetwelk nog den naam draagt van de Groote en Kleine Tempel (...) wijst door zijne hoogte de plaats aan waar het kasteel gestaan heeft, hetwelk door Prins MAURITS, in 1586, op de Spanjaarden veroverd en daarna onder den vloed bedolven werd. Bij het opgraven heeft men onderaardsche kelders ontdekt en aldaar muntspeciën gevonden, hetwelk soms nog plaats heeft bij het ploegen, en waaruit de oudheid van het gebouw gebleken is. Trouwens hier bestond vroeger eene commanderie van de Maltheser-Ridders, hetwelk oorspronkelijk een preceptorie van de Tempelheren was, zijnde de landerijen, ter opbouw van den zoogenaamden Heiligen Tempel van Zaamslag in 1282, gegeven door de Heer GERARD VAN DER MAELSTEDE, ridder.

## Archeologisch onderzoek en bescherming

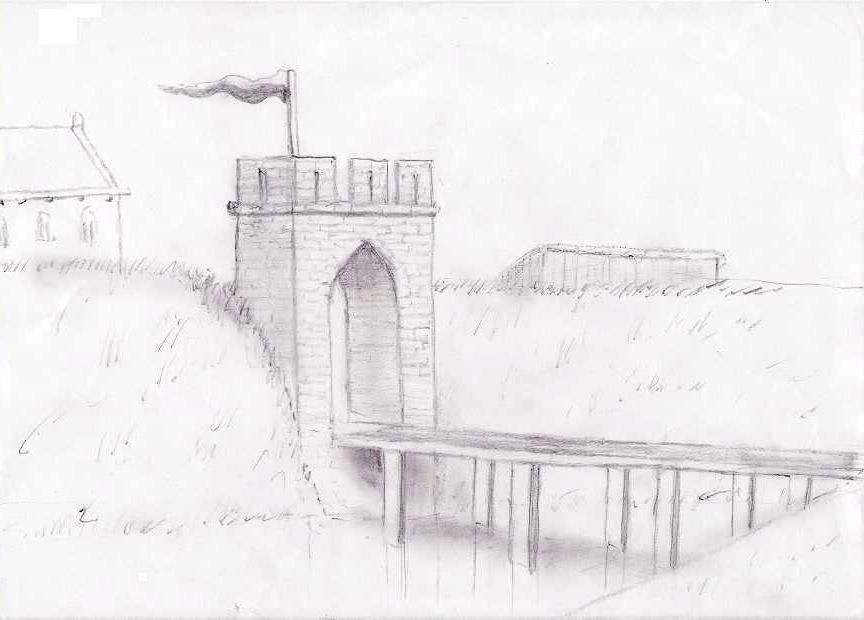
Reconstructie toegangspoort Tempelhof

Tegenwoordig is het terrein, vanwege de hoge archeologische waarde, beschermd. Bij werkzaamheden aan een sloot in oktober 2009 zijn enkele bakstenen gevonden die afkomstig zijn van de Tempelhof. In september 2010 vond uitgebreider archeologisch onderzoek plaats toen bij het verbreden van een sloot in hetzelfde gebied een bakstenen muur uit de dertiende eeuw werd aangetroffen. Deze vondst zou erop kunnen duiden dat de tempel veel groter is geweest dan aanvankelijk gedacht. De vraag is echter of deze twee restanten tot een en hetzelfde gebouw behoorden of tot twee verschillende complexen. De Tempelierscommanderij en het Hospitaal van Zaamslag stonden immers vlak bij elkaar, maar waren wel degelijk twee aparte gebouwen.
Vaak wordt de tempel met het hospitaal verward. Zo was naar aanleiding van de opgraving bij het hospitaal in de pers sprake van "een Tempeliersvesting". Dergelijke krantenartikelen bleken een voedingsbodem voor misverstanden en onwetendheid. Uitgebreid en diepgaand onderzoek is een prioriteit bij een dergelijke ingewikkelde geschiedenis.
Vanaf 2008 onderzocht een internationale groep historici en archeologen het complex van de tempelridders te Zaamslag. In 2012(?) verscheen het eindrapport. Een deel van de onderzoekers behoorde tot de Stichting Historische Archeologie en de kring rond de Vlaamse tempelierenspecialist Jan Hosten, de Vereniging voor de Studie van de Tempeliers en de Hospitaalridders (VSTH). Men hield zich onder andere bezig met literatuuronderzoek en het bestuderen van de eerdere gedane vondsten, waarbij de volgende discussiepunten centraal stonden: 
- Is de Tempelhof ouder dan de algemeen aangenomen datering van 1280?
- Is de Tempelhof groter dan het gebiedje dat staat aangegeven op het AMK?
- Kan de commanderij worden gezien als een der belangrijkste archeologische sites van Nederland, die bescherming behoeft en waarnaar nader onderzoek gedaan moet worden?

## Voetnoten
1. ↑  'Ondergrondse rijkdom eindelijk op juiste waarde schatten. Vwo-leerling Richard Lensen werpt zich op als hoeder en haalt deskundige naar zijn dorp', krantenartikel uit 2010.
2. ↑  Persbericht over de opgraving van het Hospitaal der Hospitaalridders van Zaamslag (dode link).
3. ↑  'tempelieren onderzoek zaamslag', op s-h-a.nl, geraadpleegd op 8 januari 2022. Gearchiveerd op 8 januari 2022.